# Perücke

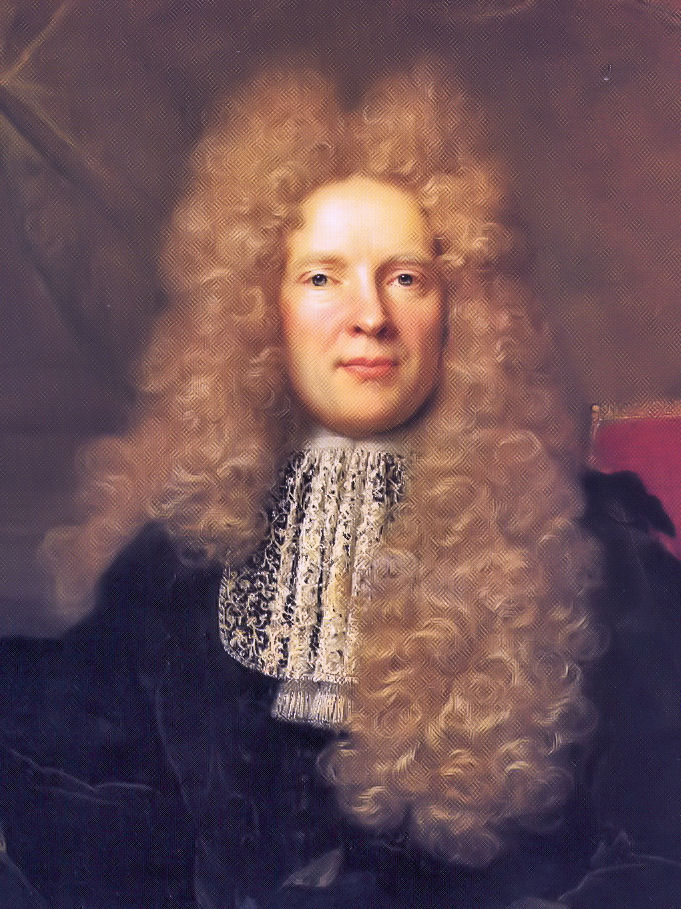
Der französische Staatsmann Nicolas Lambert de Vermont, mit ausladender Allongeperücke (Frankreich, um 1697)

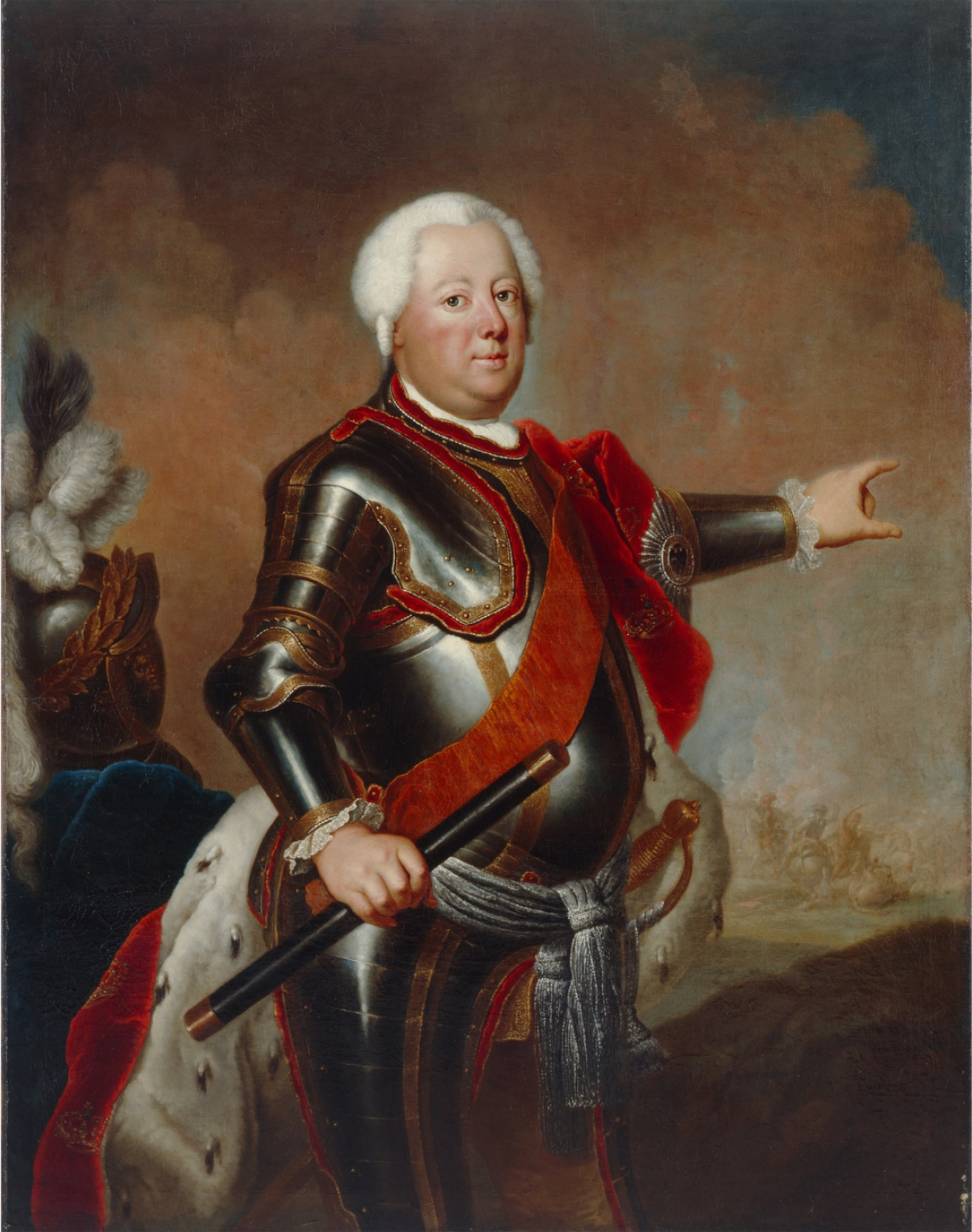
Friedrich Wilhelm I., mit rundem, nur nackenlangem (preußischen) Muffer (Preußen, um 1733)

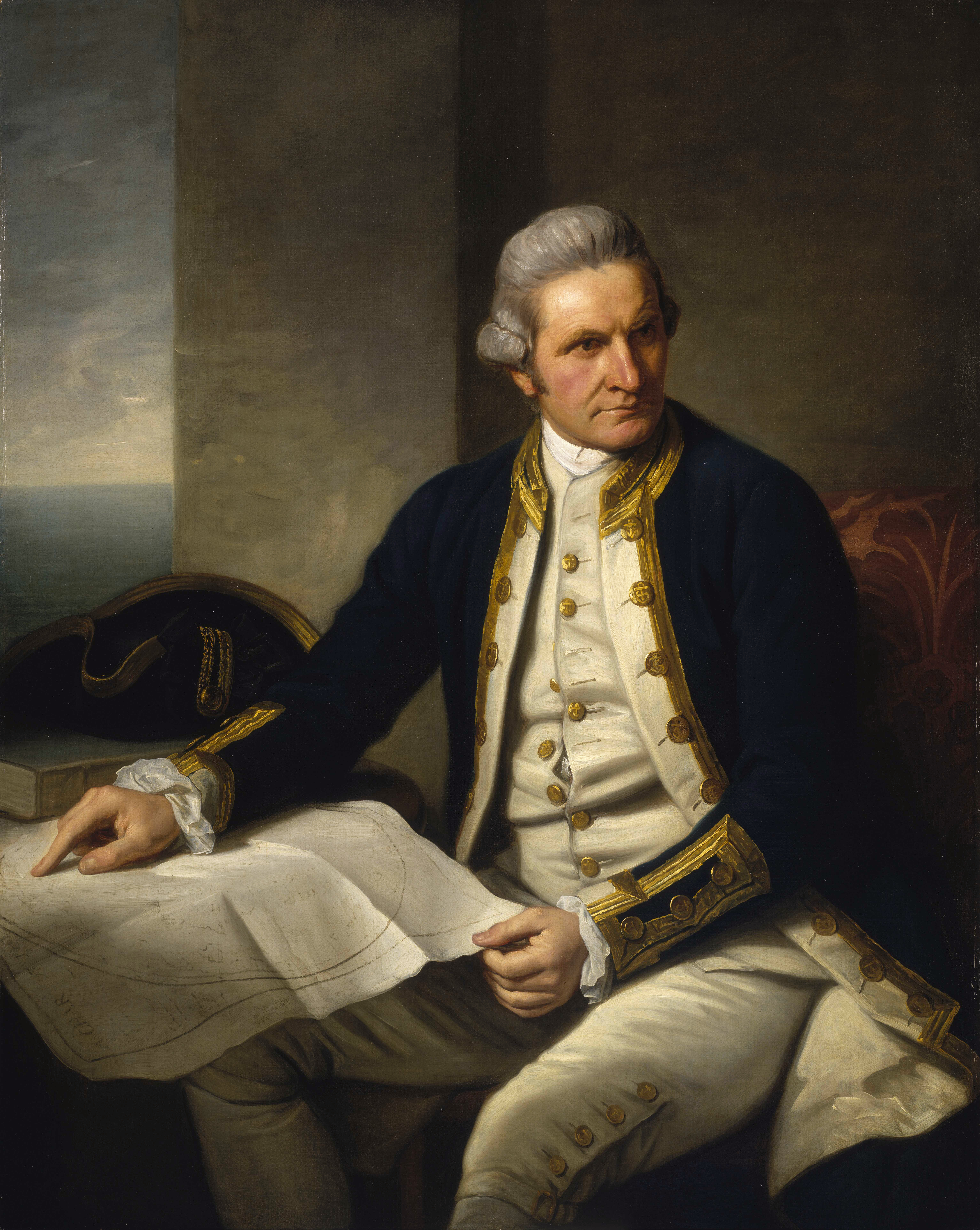
James Cook; Perücke mit Seitenlocke (England, 1776)

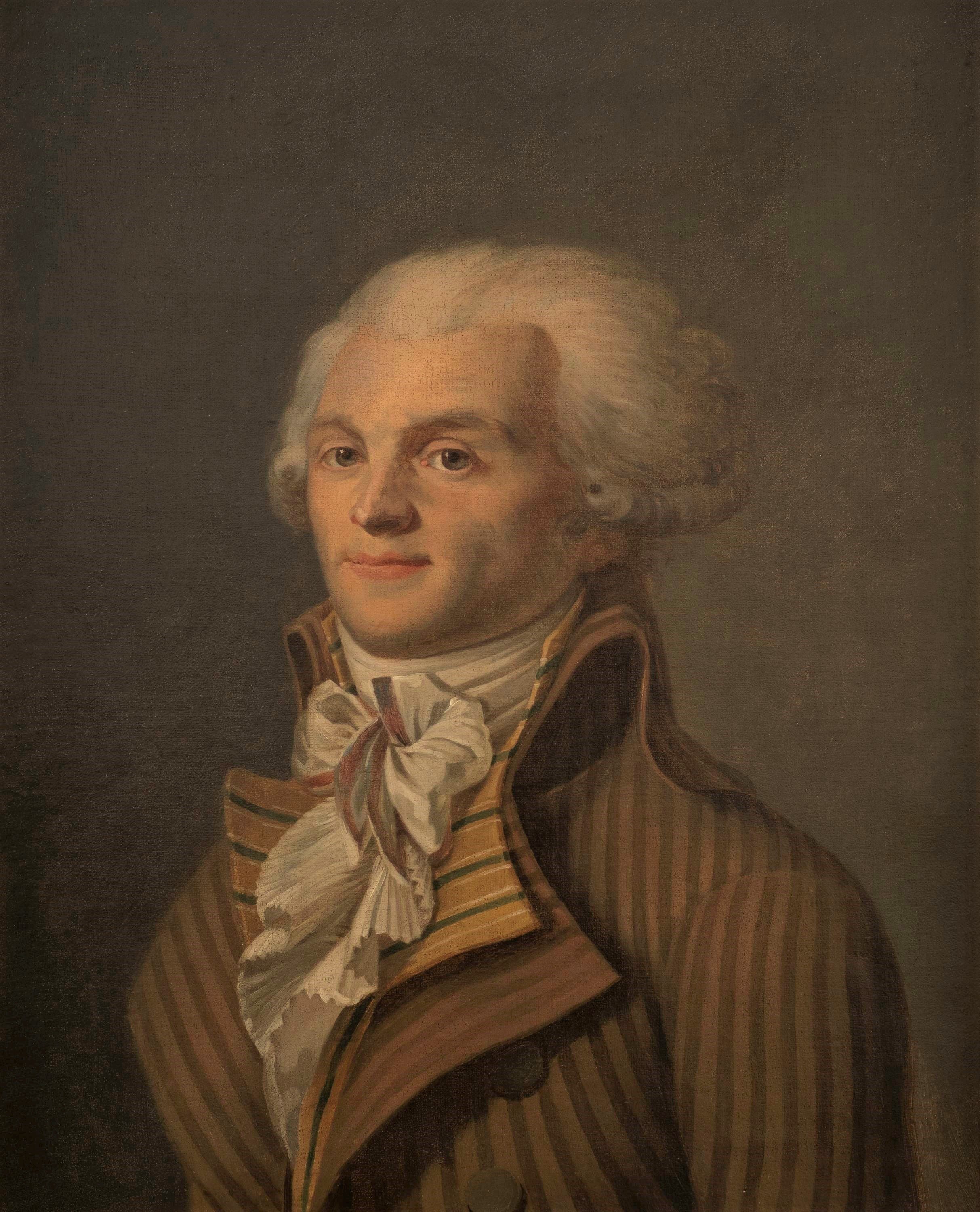
Maximilien Robespierre, gegen Ende der „Perückenzeit“ (Frankreich, um 1793)

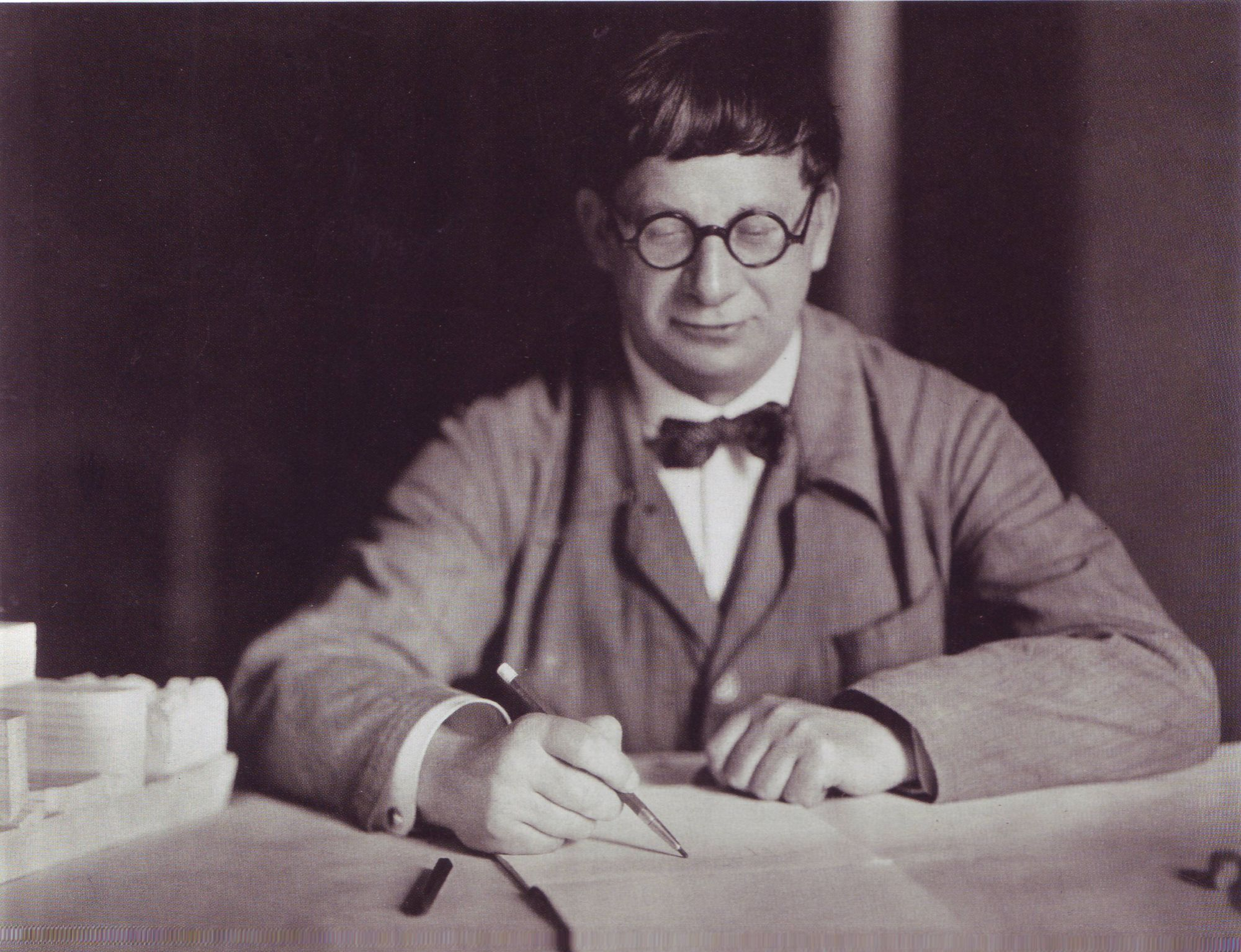
Hans Poelzig mit Perücke (1927)

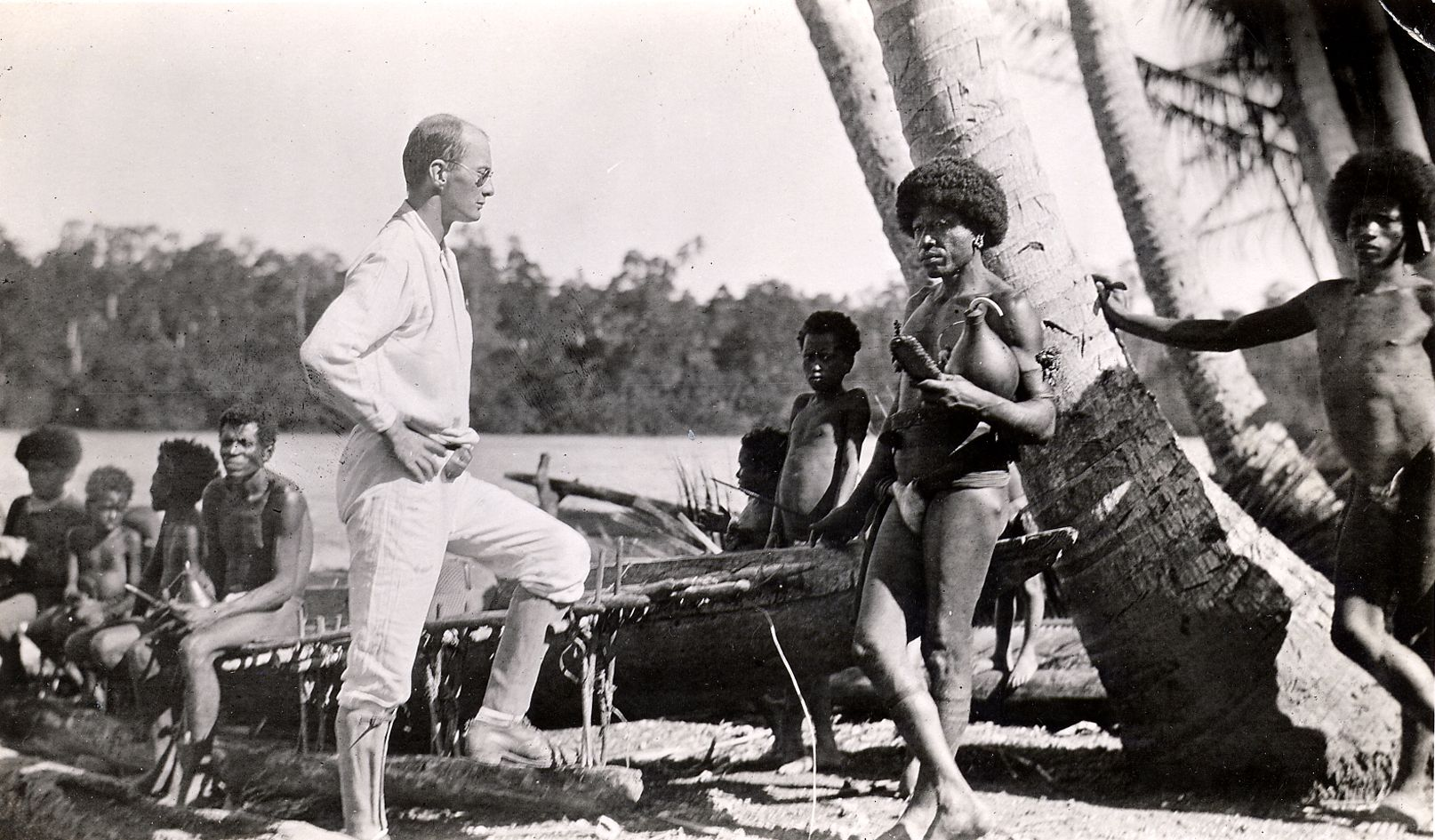
Bronislaw Malinowski mit Comb-Over und Mann mit Perücke aus Kiriwina

Perücken (im 17. Jahrhundert entlehnt von französisch perruque „Haarschopf“), ursprünglich aus echtem Menschenhaar hergestellt, imitieren eine natürliche Haarpracht, traditionelle oder modische Haartrachten. Sie werden je nach den traditionellen Sitten oder Riten getragen, aber auch bei Haarlosigkeit nach der Mode speziell für ihre Träger angefertigt.
Sie dienen als Zweitfrisur, die die eigentlichen Naturhaare ersetzen oder ergänzen sollen. Im Theater und in der Filmbranche dienen Perücken, meistens Echthaarperücken, zur Kostümierung.

## Geschichte
Perücken wurden schon im alten Ägypten von Männern und Frauen gleichermaßen getragen. Auch im alten Griechenland sowie im Römischen Reich trugen Frauen Perücken oder umfangreiche Haarteile.
Im frühen Barock kam die Perücke wieder in Mode. Sie diente vor allem dazu, den krankheitsbedingten Haarausfall bei der Syphilis, Alopecia syphilitica und die Folgen der Behandlung mit Quecksilber zu kaschieren. „Man sieht so viele Personen allerliebst geschoren“, spottete ein Zeitgenosse, „und ganz ohne Rasiermesser.“ 1656 entstand die erste Innung für Perückenmacher in Paris. 
Als dem französischen König Ludwig XIV. durch ein Typhusfieber im Juni 1658 die Haare ausfielen und er fortan Perücken tragen musste, wurde die Allongeperücke zu einem wichtigen Standessymbol und Attribut der höfischen Kleidung von Männern in Europa – vorher hatten sie nur Kahlköpfige getragen. Auch wirkte die Perücke wärmend, was in den schwer zu heizenden hohen Räumen von Schlössern oder Palais gegenüber der Renaissancezeit eine Steigerung des Komforts darstellte, da die Perücke die Wirkung einer dicken Mütze und eines Nackenschals zugleich hatte. An heißen Sommertagen verkehrte sich der Komfort allerdings ins Gegenteil. Wenn es irgend möglich war, blieb man dann zuhause, mit freiem Kopf und leicht bekleidet, zeigte sich jedoch so niemals in der Öffentlichkeit. 
Nach 1700 kamen die (mit Mehl) weiß gepuderten Herren-Perücken mit meist waagerecht angeordneten Locken auf. Hergestellt wurden sie vorwiegend aus Ross- oder Ziegenhaar sowie Hanf und Flachs. In Preußen wurde von 1698 bis 1717 eine Perückensteuer erhoben. Soldaten und Reisende trugen kürzere Modelle, sogenannte Stutzperücken, Bauern und Handwerker gar keine. Das Pudern der Perücken war den unteren Schichten generell verboten und mit einer Steuer belegt. 
In Frankreich wurden die großen männlichen Allongeperücken seit 1715 von Beutelperücken (perruque à crapaud) abgelöst, bei denen das eigene lange Haar des Trägers hinten in einem Taftbeutel (bourse) eingeschlossen war. In Preußen führte der „Soldatenkönig“ Friedrich Wilhelm I. 1713/14 bei seinem Militär eine leichte Perücke ein, bei der das eigene lange Haar der Soldaten nicht in einem Sack steckte, sondern mit einem schwarzen Taftband umwickelt wurde. Die Lockenreihen der Stutzperücke hingen nicht mehr über die Schultern, sondern reichten nur noch bis auf Ohrenhöhe. Die Neuerung sollte verhindern, dass lose fliegendes langes Haar bei der Handhabung der Luntengewehre Feuer fing. Die Träger waren stolz auf ihren Zopf, besonders, wenn er dick und lang war. Die Zopfperücke der Soldaten wurde jedoch bald von den Offizieren übernommen und setzte sich schließlich auch in der zivilen Mode durch. Seit den 1760er Jahren war der Soldatenzopf überall in Europa verbreitet.
Schon vor der Französischen Revolution kam das Ende der Perückenmode, die sich zuletzt bei Damen-Frisuren mittels diverser Haarteile zu turmartigen Höhen aufgeschwungen hatte. Herren trugen nun zunächst halblanges, offenes Haar, Damen ondulierten ihr eigenes Haar zu voluminösen Kräuselfrisuren. Mit Napoleon kam im Empire die antikisierende Kurzhaarfrisur der alten Römer wieder in Mode, wie man sie von den römischen Kaiserporträts kannte. Die unteren Schichten hatten aus praktischen Gründen stets Kurzhaar-Frisuren oder halblange Pagenköpfe getragen. Seit dieser Zeit werden Perücken und Toupets von Männern nur noch als Bestandteil von Amtstrachten in der Rechtspflege oder aus medizinischen Gründen getragen. Für die kunstvollen Frauenfrisuren im Biedermeier wurden häufig nur noch Haarteile benutzt.
Bis auf kurze Modeerscheinungen in Teilen der Gesellschaft (z. B. Beehive-Frisur der 1960er Jahre) sind Perücken nie wieder modern geworden.
Das jüdische Gesetz verlangt, dass verheiratete, geschiedene oder verwitwete Frauen ihr Haar verbergen. Daher tragen vor allem ultraorthodoxe jüdische Frauen der Aschkenasim aus modischen Gründen statt einer anderen Kopfbedeckung auch eine Perücke, im Jiddischen Scheitel genannt (auch Schaitel; שייטל YIVO sheytl m.sg., שייטלעך YIVO sheytlekh m.pl. oder שייטלען YIVO sheytlen m.pl.). Sephardim dürfen dies nicht. Der sephardische Großrabbiner Ovadja Josef hat dies verboten, weil sie wie Echthaar aussehen und den Mann nach wie vor auf unsittliche Gedanken bringen können.
Der polnische Anthropologe Bronislaw Malinowski beschreibt in seinem Buch Das Geschlechtsleben der Wilden (1929) den Gebrauch von Perücken auf den pazifischen Trobriand-Inseln:

„Kahlheit kommt ziemlich häufig vor; sie gilt als Schönheitsfehler, und in dem Wort tokulubakana (kahler Mann, wörtlich Abstoßende Momente: Häßlichkeit, Alter und Krankheit „Mann-Hinterkopf-leere-Stelle“) ist ein gewisses Maß von Kritik enthalten. Den Trobriander trifft jedoch ein solcher Schlag nicht so hart wie seinen europäischen Zeitgenossen, denn auf jener glücklichen Insel werden noch Perücken getragen […]. Entweder wird ein schmales Band aus Haar direkt über der Stirn wie eine Art Haarkranz festgebunden, oder die Perücke bedeckt den ganzen Kopf. Um eine solche Perücke herzustellen, näht man Haarbüschel auf eine enganliegende Kappe aus geflochtenen Fasern oder Bindfäden.“

## Herstellung
Perücken lassen sich aus künstlichen oder echten Haaren herstellen. Echte Haare stammten oft von Menschen aus ärmeren Ländern und Gegenden, die sich mit dem Verkauf der eigenen Haare etwas Geld verdienten.
Heute stammen die meisten Menschenhaare aus Indien und China. Grundsätzlich gilt, dass sich indisches Haar aufgrund der genetisch angelegten Struktur besonders gut für Perücken mit „europäischen“ Frisuren eignet. Jedoch wird häufig auch chinesisches Haar beigemischt, da es sich leichter zu helleren Farbnuancen (Blond-Tönen) verarbeiten lässt. Chinesisches Haar gleicht strukturell dem afrikanischen Haar, was sich insbesondere durch die Haardicke äußert. Dadurch nimmt es nach der Entfärbung leichter die neuen Farbpigmente auf.
Die Gewinnung der Echthaare erfolgt in Indien meist über traditionelle Rituale, in denen Frauen ihre Haare nach alten hinduistischen Bräuchen in Tempeln opfern. Die Tempel verkaufen dann im Rahmen großer Auktionen die Haare weiter, wobei zwei Drittel des Erlöses, staatlich überwacht, an wohltätige Einrichtungen fließt. Aufgrund der hohen Nachfrage nach dem Rohstoff „Echthaar“ gehört dieser heutzutage zu den teuersten Rohstoffen der Welt mit bis zu 600 USD pro Kilogramm.
Die Haare werden gewaschen, nach Länge sortiert, gekraust und gefärbt. Dazu wird die Faser zunächst in Osmosebädern entfärbt, um sie danach in den dadurch entstandenen Hohlräumen mit neuen Farbpigmenten zu füllen. Oft wird auch die äußere Schuppenschicht entfernt, um ein Filzen zu verhindern.
Man kann außerdem zwischen verschiedenen Haarqualitäten unterscheiden. Wichtig für die weitere Verarbeitung ist immer möglichst unbehandeltes Haar. Das ist auch einer der Gründe, warum so gut wie nie Haare aus Zentraleuropa für die Perückenverarbeitung verwendet werden, da hier durch verschiedene Shampoos, Pflegeprodukte und Färbemittel die Haarstrukturen angegriffen sind.
Ein weiteres Qualitätskriterium ist die gleiche Wuchsrichtung und damit die gleiche Ausrichtung der Schuppenschicht. Daher sind abgeschnittene Zöpfe und Strähnen sehr gut zur Weiterverarbeitung zu gebrauchen – im Gegensatz zu „aufgefegtem“ Haar.
Im weiteren Verlauf werden schließlich Haarsträhnen verschiedener Farbnuancen zu einer Perücke zusammengefasst, um ein möglichst natürliches Aussehen zu erreichen. Dies alles geschieht größtenteils in Handarbeit, wodurch letztlich der Preis einer Perücke auch deren Herstellungsaufwand widerspiegelt.
Eine 60 cm lange Damenperücke wiegt ca. 150 g.

## Verarbeitungsarten
Die Verarbeitungsarten beginnen mit der sogenannten Montur. Die Perücken-Montur ist der Teil, an dem die Haare befestigt werden. Durch die Art der Montur unterscheidet sich auch die Qualität der Perücke sowie der Tragekomfort.
Tresse
Dabei wird das Haar maschinell auf dünne Schnüre, die Tressen, genäht. Die Tressen werden auf Baumwollbändern, die die Grundform bilden befestigt. Die Tresse-Perücke passt sich gut der Kopfform an.
Teil-Monofilament
Bei einer Teil-Monofilament-Perücke besteht ein Teil, meistens der Oberkopf, der Montur aus Monofilament, einem hautähnlichen Gewebe. Möglich ist auch den Bereich des Scheitels oder Wirbels mit dem Gewebe zu versehen. In dieses Gewebe werden die Haare anschließend in Handarbeit eingearbeitet. Der Rest der Montur wird als Tresse ausgebildet.
100% Handgeknüpft
Die Montur besteht aus einem feinen Tüll-Stoff, dem Haartüll. Die Haare werden in Handarbeit einzeln durch den Stoff gezogen und verknotet.
Filmansatz
Dabei besteht die Montur aus Monofilament und einem durchsichtigen Randstreifen, den sogenannten Filmstreifen. Die Haare werden in Handarbeit in den Filmstreifen eingearbeitet. Der Randstreifen sorgt für besonders viel Natürlichkeit.

## Perückenköpfe
Perückenköpfe, in Österreich auch Haubenstöcke genannt, benutzte man schon im Barock und Rokoko zur Maßanfertigung der Perücke und zu deren Ablage. Haubenstöcke bestanden fast immer aus – gelegentlich bemaltem – Holz und hatten die Form eines Kopfes mit Büstenansatz. Einige aus Frankreich und Venedig stammende Exemplare sind geschmackvolle Kunstwerke von Bildhauern. Französische Perückenmacher verwendeten Haubenstöcke mit Perücken, um für ihre Produkte zu werben. Einige Perückenstative bestanden aus Porzellan, in diesem Fall waren sie kugelförmig mit Standfuß und wurden lediglich zur Ablage der Perücke verwendet.

## Gegenwart
Perücken werden heute meist so hergestellt und getragen, dass sie wie gewachsen wirken. Im Alltag werden Perücken meist aus ästhetischen Gründen getragen, zum Beispiel bei Haarlosigkeit infolge einer Chemotherapie. Frauen verwenden Perücken heute auch, um in kurzer Zeit eine perfekte Frisur zu haben und/oder ihrem wenigen Eigenhaar ein größeres Volumen zu geben. Eine weitere Verwendung finden Perücken im Theater, daneben werden auch häufig bei Karnevalveranstaltungen eher ausgefallene Perücken (wie zum Beispiel Afro-Look oder Vokuhila) verwendet.
Perücken werden auch aus Kunsthaar hergestellt. Ein weit verbreitetes Material ist z. B. Kanekalon. Theaterperücken werden teilweise auf Monofilament-feinen Tüll geknüpft, der schon aus geringer Entfernung nicht mehr zu sehen ist, beim Durchblick auf die „Kopfhaut“ entsteht dabei ein sehr natürliches Aussehen.
Echthaar oder Kunsthaar ist eine Frage der Ansprüche. Während Perücken aus Echthaar oft mit dem Anspruch getragen werden, möglichst ein authentisches Tragegefühl zu haben, erfüllt eine Kunsthaar-Perücke eher das Bedürfnis nach einer pflegeleichten „Zweitfrisur“. Echthaar-Perücken zeichnen sich durch eine lange Haltbarkeit und natürliche Eigenschaften aus. Sie können gefärbt, geglättet oder gelockt und individuell geschnitten werden. Eine Perücke aus Kunsthaar gibt es in verschiedenen Güteklassen. So stehen bei günstigen Kunsthaar-Perücken die Frisuren quasi fest und können kaum verändert werden. Eine höhere Güteklasse ist z. B. das Futura-Kunsthaar, das sich mit etwas Aufwand verändern lässt und dem Echthaar am nächsten kommt.
Letztlich hängen Machart und Haarqualität vom Preis ab.

## Satirische Darstellungen

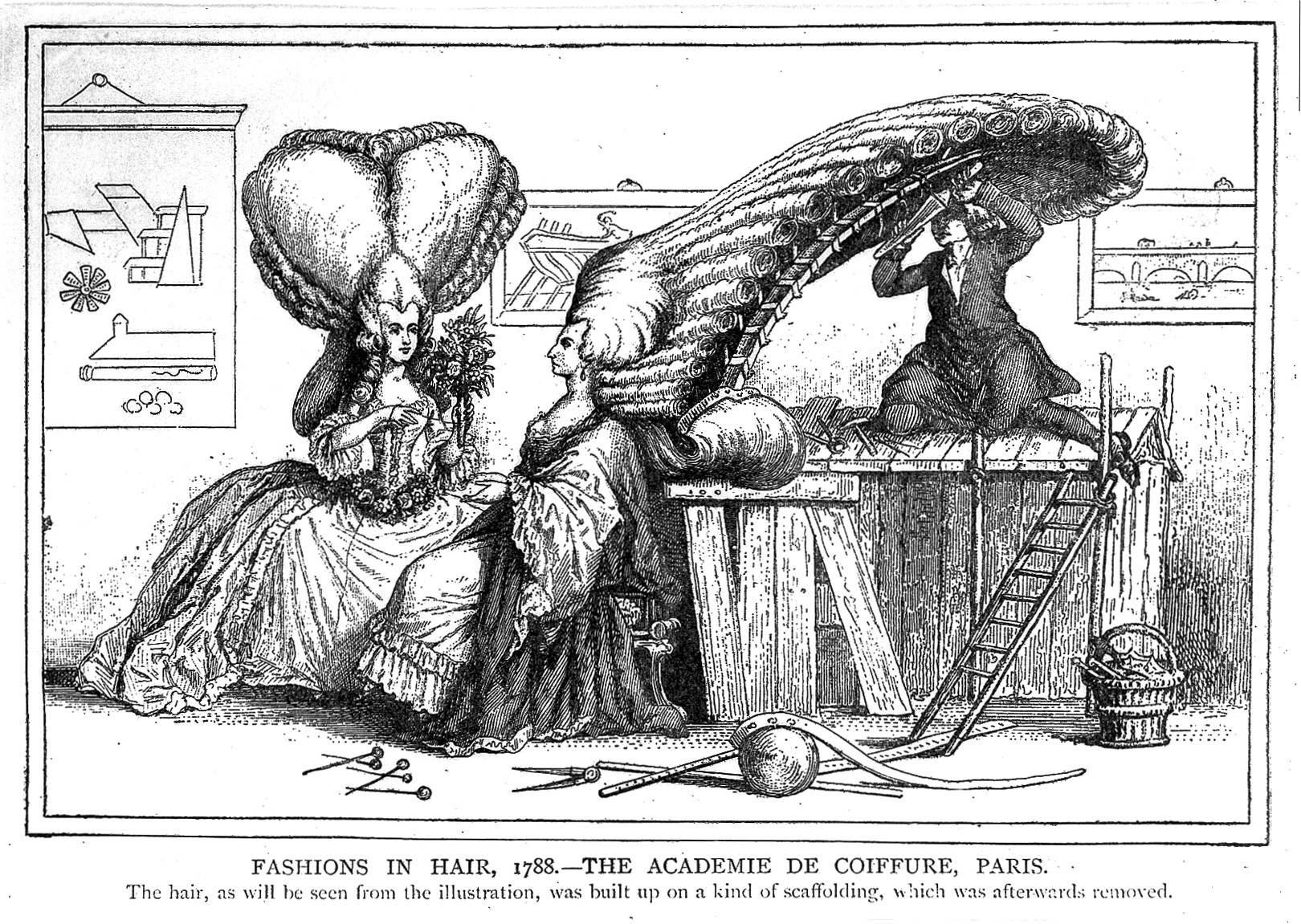
Karikatur aus dem 18. Jahrhundert

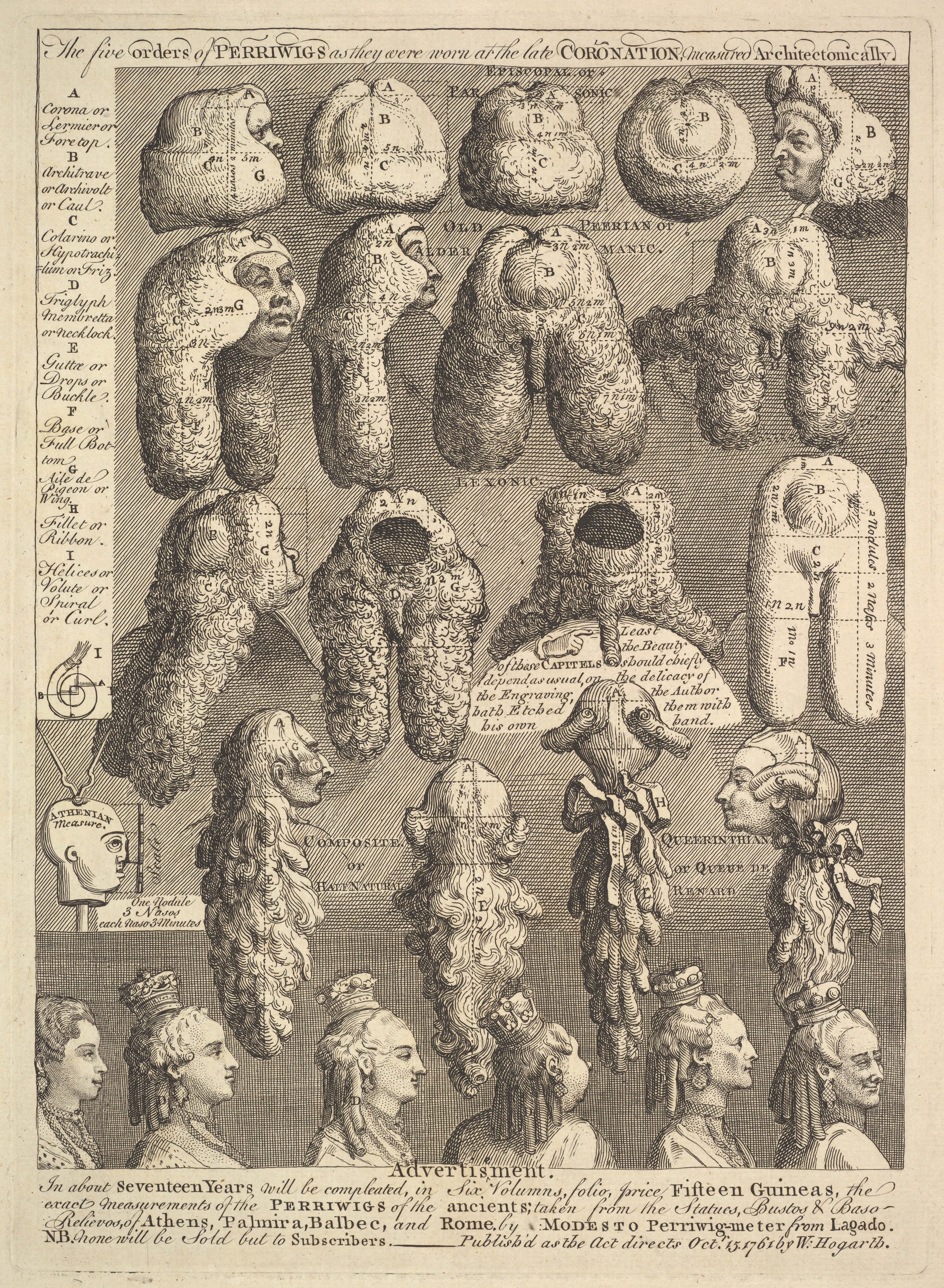
William Hogarth: Five Orders of Periwigs (1761)

Perücken waren seit der Antike Gegenstand zahlreicher satirischer Darstellungen. Der römische Dichter Avianus beschreibt in seiner Fabel Der kahle Reiter (De calvo equite, 4. Jh.) einen Reiter mit Glatze, der sich das Haar zurückbindet und seine Glatze mit einer Perücke verdeckt. Als der Wind sein Haupt entblößt, wird er verspottet. Er erwidert, es wundere ihn nicht, dass nach dem eigenen auch das fremde Haar Reißaus nehme.
Calvus eques capiti solitus religare capillos

Atque alias nudo vertice ferre comas,

Ad Campum nitidis venit conspectus in armis

Et facilem frenis flectere coepit equum.

Huius ab adverso Boreae spiramina prestant

Ridiculum populo conspiciente caput.

Nam mox deiecto nituit frons nuda galero,

Discolor apposita quae fuit ante coma.

Ille sagax, tantis quod risus milibus esset,

Distulit admota calliditate iocum,

Quid mirum, referens, positos fugisse capillos,

Quem prius aequaevae deseruere comae?
Ein kahlköpfiger Reiter, der rückwärts knüpfte die Locken,

Und sich mit falschem Haar oben bedeckte das Haupt,

Trat im Marsfeld auf, mit blinkender Rüstung gewappnet,

Und das gehorsame Roß tummelt er mächtig umher.

Aber ihm wehten entgegen des Nordwinds sausende Lüfte,

Während das Volk umher schaute sein lächerlich Haupt.

Denn bald flog die Perücke davon: nackt zeigt sich die Stirne,

Die mit dem Haare zuvor anders gestaltet erschien.

Klüglich wendet er nun, da er tausendstimmiges Lachen

Hört, durch folgende List wieder den Spott von sich ab:

Wie zu verwundern war's, so sprach er, wenn Haar mir von Andern

Fortfliegt, da mir vordem eigenes selber nicht blieb?
Die Fabel wurde von Ulrich Boner im 14. Jahrhundert wiedergegeben. Der Nürnberger Prosa-Äsop, eine vor 1412 in Wien verfasste Handschrift, deutet die Geschichte als Gleichnis: Der verspottete Reiter stehe für Jesus, das Haar für die Menschengestalt, die er bei der Auffahrt in den Himmel zurücklässt.
Der englische Maler William Hogarth parodierte in seiner Gravur The Five Orders of Perriwigs as they were Worn at the Late Coronation Measured Architectonically (1761) die Säulenordnung klassischer Architektur mit einer Klassifikation verschiedener Perückentypen.

## Galerie

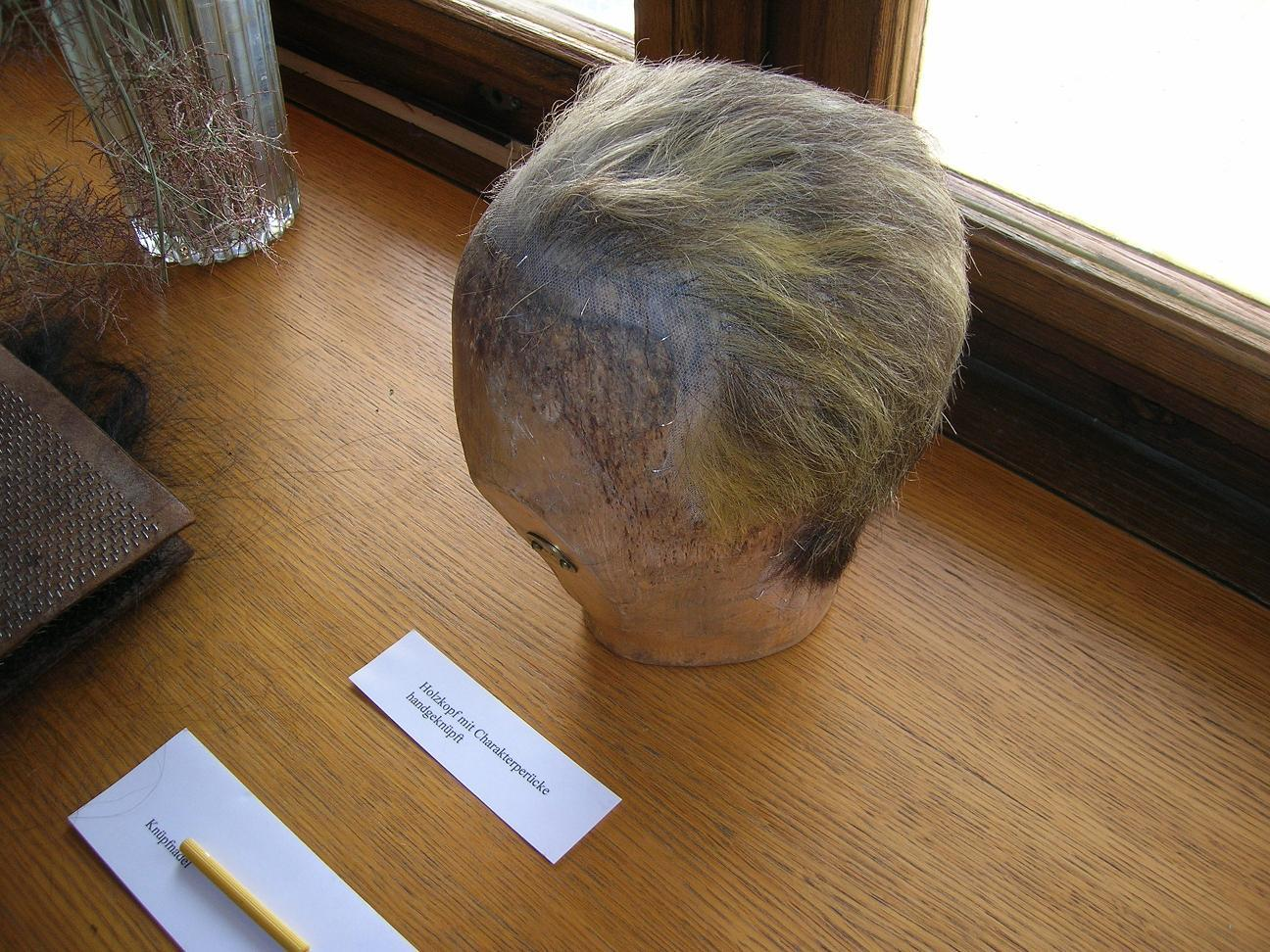
Eine Echthaar-Perücke aus der Burgtheater-Werkstatt
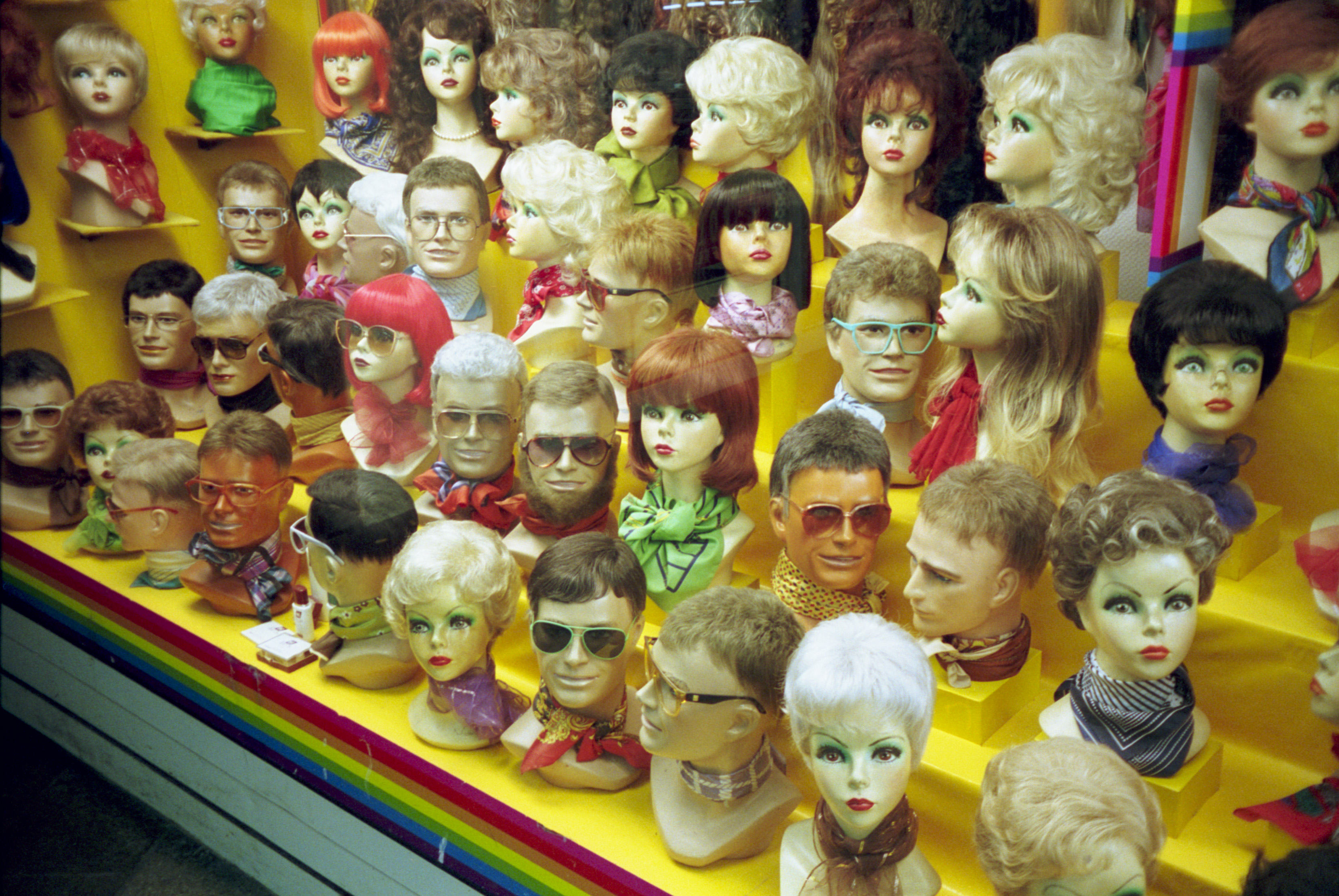
Perücken in einer Auslage
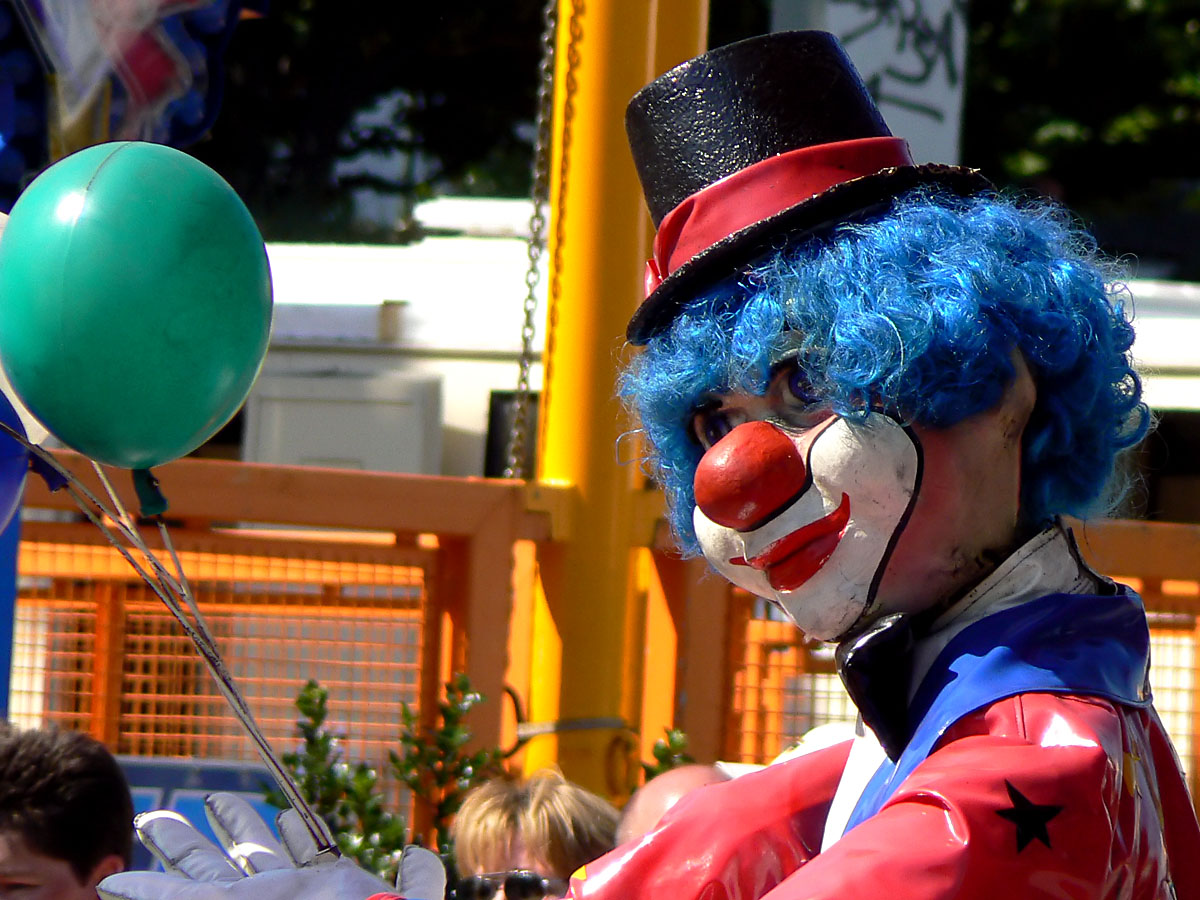
Clownsperücke (Düsseldorfer Karneval)